# Guillermo Cano Isaza
Guillermo Cano Isaza (Medellín, 12 augustus 1925 – Bogota, 17 december 1986) was een Colombiaans journalist.

## Werk
Hij was redacteur van het landelijke dagblad El Espectador. Guillermo Cano was de erfgenaam van Fidel Cano Gutiérrez, de oprichter van El Espectador.
Als journalist werkte hij sinds 1952 aan artikelen over stierenvechten, sport, cultuur en politiek.
De krant nam in de loop van de geschiedenis meestal een kritische houding aan tegenover de heersende klasse. Ook over de problemen in verband met de drugshandel werd nietsontziend bericht.

## Moord
Op 17 december 1986 werd hij voor het gebouw van de krant doodgeschoten door huurmoordenaars die naar men vermoedt waren ingehuurd door Pablo Escobar. De krant had kort ervoor een serie kritische artikelen gepubliceerd over Colombiaanse drugsbaronnen.
In oktober 1995 werden vier personen in eerste instantie schuldig bevonden aan medeplichtigheid aan de moord. In hoger beroep werden ze echter vrijgesproken.

## Guillermo Cano Internationale Prijs voor Persvrijheid
Sinds 1997 reikt de UNESCO jaarlijks op 3 mei de Guillermo Cano Internationale Prijs voor Persvrijheid uit, om de persvrijheid te onderstrepen op de Internationale Dag van de Persvrijheid.
- International Standard Name Identifier: 0000 0000 2715 6882
- Library of Congress Control Number: n87873766
- Système universitaire de documentation: 176731415
- Virtual International Authority File: 53216604
- WorldCat: E39PBJppBgr8x3gPwmgGxdFkDq